# Ioana Bran
Ioana Bran-Voinea (ur. 31 października 1986 w Satu Mare) – rumuńska polityk i ekonomistka, parlamentarzystka, w 2018 minister młodzieży i sportu.

## Życiorys
Córka milionera Ioana Brana zajmującego się produkcją alkoholu typu pálinka na eksport. W 2008 uzyskała licencjat z ekonomii na Uniwersytecie Babeșa i Bolyaia, a w 2010 magisterium z audytu i rachunkowości na prywatnej uczelni Universitatea de Vest „Vasile Goldiș” w Aradzie. Od 2008 pracowała jako ekonomistka i dyrektor ekonomiczna w różnych przedsiębiorstwach, zajmowała się też PR-em w rodzinnej firmie.
Zaangażowała się w działalność polityczną w ramach Partii Socjaldemokratycznej, kierowała jej młodzieżówką w Satu Mare, a w 2016 została wiceprzewodniczącą PSD. Od 2013 do 2016 należała do rady okręgu Satu Mare, zaś w kadencji 2016–2020 zasiadała w Izbie Deputowanych. W styczniu 2018 zaproponowana na stanowisko ministra młodzieży i sportu w rządzie Vioriki Dăncili. Objęła tę funkcję w tym samym miesiącu, w listopadzie 2018 odeszła z urzędu.